# 웹 회의

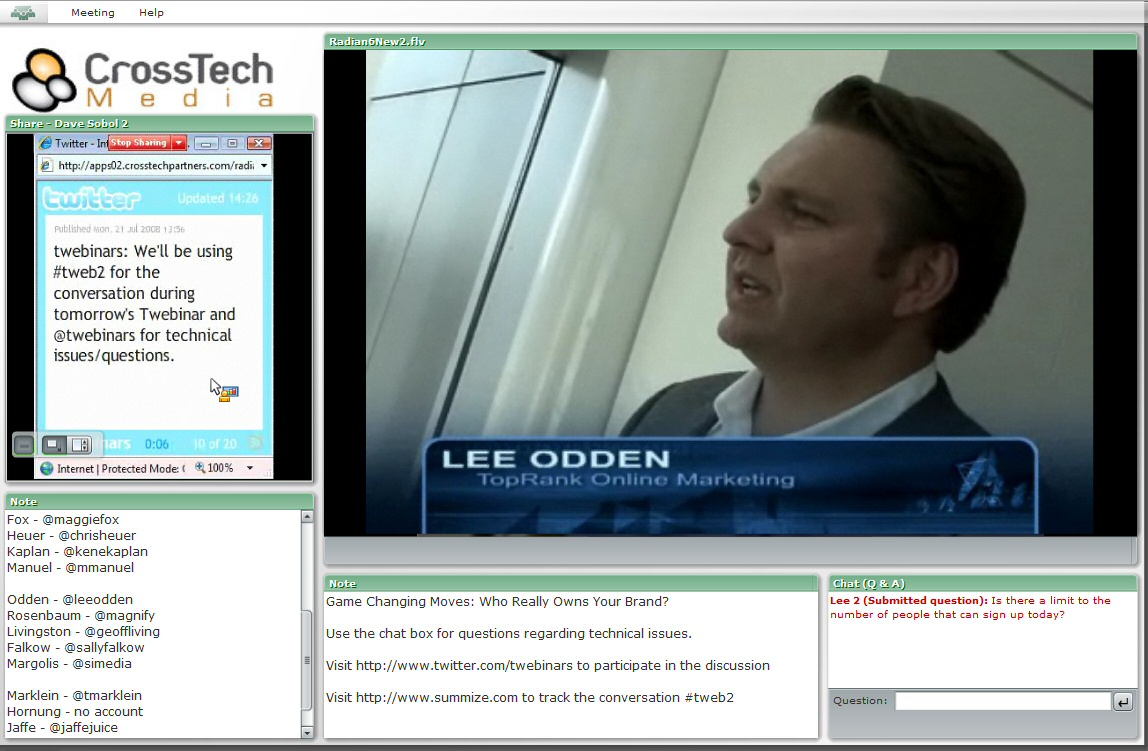
컴퓨터 화면의 웹 회의 예시

웹 회의(web conferencing)는 다양한 유형의 온라인 콘퍼런스, 그리고 웨비나(webinar: 웹 세미나), 웹캐스트, 웹 미팅을 포함한 협업 서비스들을 아우르는 포괄적 용어이다.

## 기능
웹 콘퍼런스의 일반적인 기능은 다음과 같다:
- 슬라이드쇼 프레젠테이션
- 실시간 또는 동영상 스트리밍
- 음성 인터넷 프로토콜(VoIP)
- 웹 투어
- 미팅 녹화
- 주석 사용이 가능한 화이트보드
- 텍스트 채팅
- 설문조사
- 화면 공유/데스크톱 공유/애플리케이션 공유

## 같이 보기
- 협업 소프트웨어
- 화상 통화
- 인터넷 텔레비전
- 웹캐스트